# اچ‌ام‌اس وست‌مینستر (اف۲۳۷)
اچ‌ام‌اس وست‌مینستر (اف۲۳۷) (به انگلیسی: HMS Westminster (F237)) یک کشتی است که طول آن 133 m (436 ft 4 in) می‌باشد. این کشتی در سال ۱۹۹۲ ساخته شد.